# Ogden Dunes
Ogden Dunes é uma cidade  localizada no estado americano de Indiana, no Condado de Porter.

## Demografia
Segundo o censo americano de 2000, a sua população era de 1313 habitantes.
Em 2006, foi estimada uma população de 1281, um decréscimo de 32 (-2.4%).

## Geografia
De acordo com o United States Census Bureau tem uma área de
3,7 km², dos quais 1,9 km² cobertos por terra e 1,8 km² cobertos por água.

## Localidades na vizinhança
O diagrama seguinte representa as localidades num raio de 12 km ao redor de Ogden Dunes.